# 下西号镇
下西号镇，是中华人民共和国甘肃省酒泉市玉门市下辖的一个乡镇级行政单位。
2015年，甘肃省民政厅批复同意撤销下西号乡，设立下西号镇。

## 行政区划
下西号镇下辖以下地区：
河东村、下东号村、塔尔湾村、石河子村、西红号村和川北镇村。